# Зовреті
Зовреті (груз. ზოვრეთი) — село в Грузії.
За даними перепису населення 2014 року в селі проживає 1513 особи.